# Future For You
「Future For You」（フューチャー・フォー・ユー）は、杏里36枚目のシングル。1997年11月21日発売。発売元はフォーライフ・レコード。

## 解説
「Future For You」は、フジテレビ系『ポンキッキーズ』挿入歌に使用されたアップテンポのナンバー。国内信販（現: 楽天KC）「KCカード」のコマーシャルソングにも起用されている。 
アルバム『R134 OCEAN DeLIGHTS』（2003.7.23）においてセルフカヴァーがなされた。そのアルバムでは「Featuring Naoko Terai」として、ジャズ・ヴァイオリニストの寺井尚子をゲストに迎えている。
C/W曲の「Mr.SANTA CLAUS〜Present〜」は「J-WAVE '96-'97 X'mas Song」として、クリスマス・シーズンに同ラジオ局で大量オンエアされた。

## 収録曲
作曲：ANRI　編曲：小倉泰治
1. Future For You（4:31）
  - 作詞：吉元由美
  - フジテレビ系『ポンキッキーズ』挿入歌
  - 国内信販「KCカード」 コマーシャルソング
2. Mr.SANTA CLAUS〜Present〜（4:52）
  - 作詞：ANRI・西尾佐栄子
  - J-WAVE '96-'97 X'mas Song
3. Mr.SANTA CLAUS -English version-（4:54）
  - 作詞：ANRI・西尾佐栄子　訳詞：Morry Steams
4. Future For You -Instrumental-（4:29）

## 関連作品
- ANRI Pure Best
- ANRI the BEST
- ANRI IN THE BOX
- R134 OCEAN DeLIGHTS　（Re-take）